# Pseudophengodes flavicollis
Pseudophengodes flavicollis là một loài bọ cánh cứng trong họ Phengodidae. Loài này được Leach miêu tả khoa học năm 1824.